# Peter Nieuwenhuis

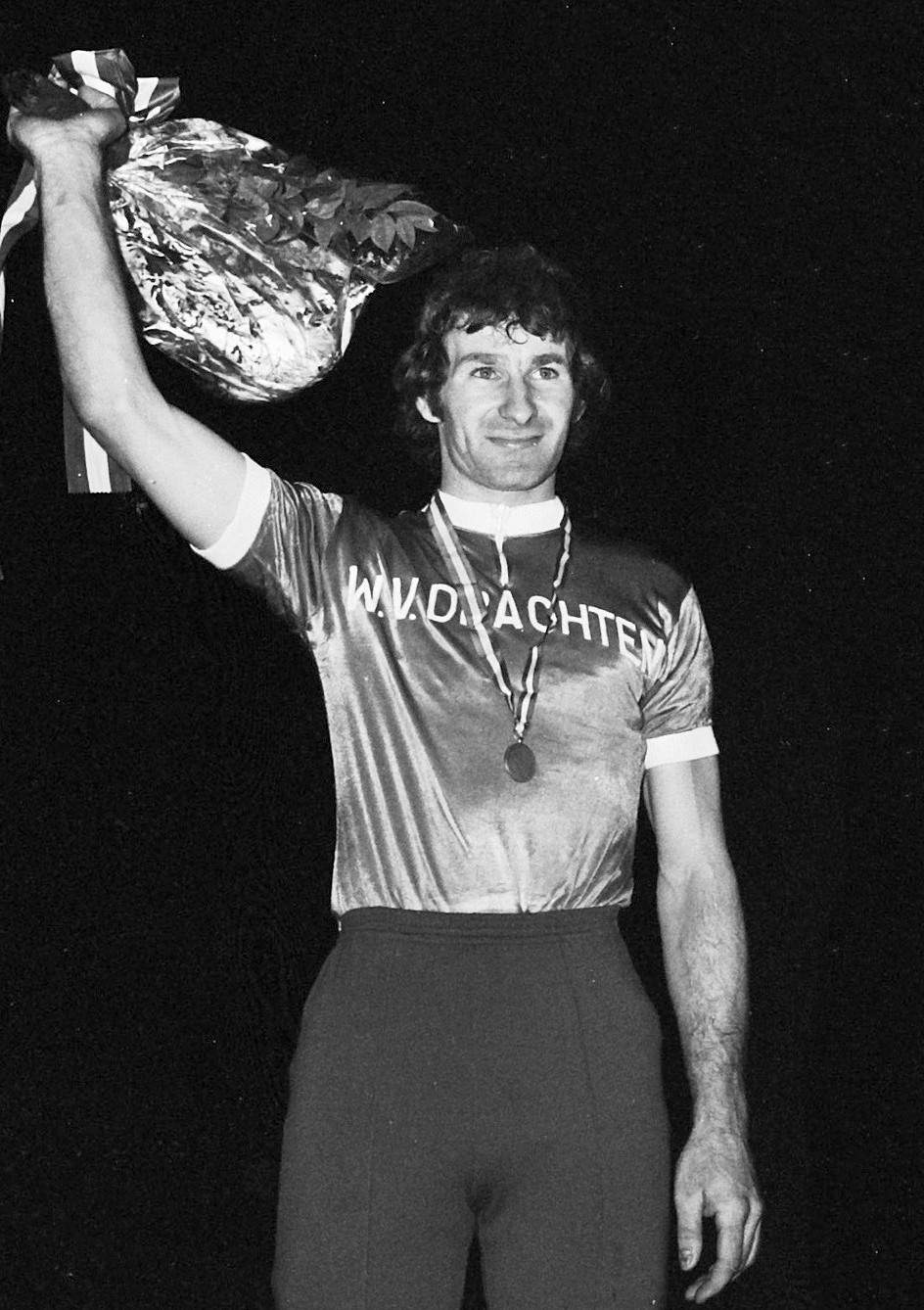
Peter Nieuwenhuis

Peter Marinus Nieuwenhuis (* 3. April 1951 in Amsterdam) ist ein ehemaliger niederländischer Radrennfahrer.

## Sportliche Laufbahn
Peter Nieuwenhuis war im Bahnradsport und im Straßenradsport aktiv. Er war Teilnehmer der Olympischen Sommerspiele 1976 in Montreal. In der Mannschaftsverfolgung wurde der Bahnvierer der Niederlande mit Gerrit Möhlmann, Peter Nieuwenhuis, Herman Ponsteen und Gerrie Slot auf dem 5. Rang klassiert.
Bei den Bahnradsport-Weltmeisterschaften 1973 gewann er mit Gerrie Fens, Herman Ponsteen und Roy Schuiten die Bronzemedaille in der Mannschaftsverfolgung. Nieuwenhuis gewann 1970 und 1973 die Bronzemedaille bei den nationale Meisterschaften im 1000-Meter-Zeitfahren. 1974 wurde er Vize-Meister der Amateure in der Einerverfolgung hinter Hermann Ponsteen.
Auf der Straße wurde Nieuwenhuis 1973 Dritter im Ster van Zwolle.